# Liste der denkmalgeschützten Objekte in Klagenfurt am Wörthersee-St. Ruprecht bei Klagenfurt
Die Liste der denkmalgeschützten Objekte in Klagenfurt am Wörthersee-St. Ruprecht bei Klagenfurt enthält die 5 denkmalgeschützten, unbeweglichen Objekte der Katastralgemeinde St. Ruprecht bei Klagenfurt der Gemeinde Klagenfurt am Wörthersee.

## Denkmäler
| Foto |                 | Denkmal                                                                     | Standort                                                              | Beschreibung | Metadaten |
| ---- | --------------- | --------------------------------------------------------------------------- | --------------------------------------------------------------------- | --- | --- |
| ja   | Datei hochladen | Friedhof israelitisch HERIS-ID: 103352 Objekt-ID: 119830                    | Kirchengasse Standort KG: St. Ruprecht bei Klagenfurt                 | Auf dem ab 1895 verwendeten Jüdischen Friedhof befinden sich noch 94 Grabsteine. 1964 und 2012 wurde er restauriert. Der Kunstschmied Markus Pirker schuf das Eingangstor. Bemerkenswert ist das Grabmal des Adolf Preis.                                                                       | BDA-Hist.: Q1674733 Status: § 2a Stand der BDA-Liste: 2025-06-30 Name: Friedhof israelitisch GstNr.: 113/1 Jewish cemetery in Klagenfurt                                                          |
| ja   | Datei hochladen | Stadtpfarrkirche St. Ruprecht und Friedhof HERIS-ID: 54082 Objekt-ID: 62214 | Kirchengasse 12 Standort KG: St. Ruprecht bei Klagenfurt              | 1847 wurde die Kirche als spätklassizistischer Bau an der Stelle einer mittelalterlichen Kirche errichtet. 1972 erhielt sie 22 Glasfenster von Karl Bauer und ein Eisenkruzifix von Jan Milan Krkoska.                                                                                          | BDA-Hist.: Q2327899 Status: § 2a Stand der BDA-Liste: 2025-06-30 Name: Stadtpfarrkirche St. Ruprecht und Friedhof GstNr.: 116, .1, 114/2 Stadtpfarrkirche St. Ruprecht (Klagenfurt am Wörthersee) |
| ja   | Datei hochladen | Grabmal der Familie Herbert HERIS-ID: 43783 Objekt-ID: 44461                | Kirchengasse 12A Standort KG: St. Ruprecht bei Klagenfurt             | Der Grabbau mit Porträtmedaillons, Geniusrelief und Putentondi wurde 1854 von Hanns Gasser errichtet. | BDA-Hist.: Q38005074 Status: Bescheid Stand der BDA-Liste: 2025-06-30 Name: Grabmal der Familie Herbert GstNr.: 116 Grabmal der Familie Herbert, Klagenfurt St. Ruprecht                          |
| ja   | Datei hochladen | Arnold Riese-Hof (Stiege 1+2) HERIS-ID: 30023 Objekt-ID: 26748              | St. Ruprechter Straße 62 Standort KG: St. Ruprecht bei Klagenfurt     | Der viergeschoßige Eckblock im Stil Wiener Gemeindebauten wurde im Zeichen der Wohnungsnot von der Gemeinde Sankt Ruprecht im Jahre 1929 unter dem Bürgermeister Friedrich Schatzmayr erbaut, nach den Plänen des Architekten Rudolf Truksa, ausgeführt von den Baufirmen Horčička und Koschat. | BDA-Hist.: Q37929643 Status: Bescheid Stand der BDA-Liste: 2025-06-30 Name: Arnold Riese-Hof (Stiege 1+2) GstNr.: .369 Arnold Riese-Hof, Sankt Ruprecht, Klagenfurt                               |
| ja   | Datei hochladen | Wohnhausanlage HERIS-ID: 103134 Objekt-ID: 119592                           | St. Ruprechter Straße 66, 68 Standort KG: St. Ruprecht bei Klagenfurt | Arbeiterwohnhaus der österreichischen Tabakregie, erbaut 1925. | BDA-Hist.: Q37794243 Status: § 2a Stand der BDA-Liste: 2025-06-30 Name: Wohnhausanlage GstNr.: .414                                                                                               |